# Masters de tennis féminin 2018
Le masters de tennis féminin est un tournoi de tennis professionnel. Il réunit, à la fin de la saison, les huit meilleures joueuses du classement WTA depuis le début de l'année. L'édition féminine 2018, classée en catégorie Masters, se déroule du 21 au 28 octobre 2018.

## Primes et points
| Tour                              | Prime            | Points |
| --------------------------------- | ---------------- | ------ |
| Victoire                          | RR + 1 750 000 $ | + 420  |
| Finale                            | RR + 590 000 $   | + 330  |
| Demi-finale                       | RR + 40 000 $    | –      |
| Poule (par match gagné)           | + 153 000 $      | + 125  |
| Poule (3 matchs joués)            | 151 000 $        | 375    |
| Pour chaque remplaçante           | 68 000 $         | –      |
| Cumul pour la vainqueur invaincue | 2 360 000 $      | 1500   |

| Tour            | Prime     | Points |
| --------------- | --------- | ------ |
| Victoire        | 500 000 $ | 1500   |
| Finale          | 260 000 $ | 1080   |
| Demi-finale     | 157 500 $ | 750    |
| Quart de finale | 81 250 $  | 375    |

## Faits marquants
La numéro 1 mondiale Simona Halep doit déclarer forfait pour le tournoi en raison de douleurs au dos et est remplacée par Kiki Bertens. Elle est toutefois assurée de terminer la saison à la première place mondiale.
Les quatre joueuses les mieux classées (Angelique Kerber, Naomi Osaka, Petra Kvitová et Caroline Wozniacki) perdent leur premier match et sont éliminées dès la phase de groupes.
L'Ukrainienne Elina Svitolina remporte son 14e titre WTA en simple en s'imposant en finale face à l'Américaine Sloane Stephens (3-6, 6-2, 6-2).
En double, Tímea Babos et Kristina Mladenovic remportent leur 6e titre ensemble en battant en finale Barbora Krejčíková et Kateřina Siniaková. Il s'agit de leur 20e titre respectif dans la discipline. Les Tchèques terminent l'année à la première place mondiale.

## Résultats en simple

### Participantes
| Ordre de qualification | Classement WTA Race | Points | Date de qualification | Meilleure performance | Joueuse            | Résultat     |
| ---------------------- | ------------------- | ------ | --------------------- | --------------------- | ------------------ | ------------ |
| 1                      | 1                   | 6921   | 14 août 2018          | F (1)                 | Simona Halep       | Forfait      |
| 2                      | 2                   | 5375   | 10 septembre 2018     | F (1)                 | Angelique Kerber   | RR (1V - 2D) |
| 3                      | 4                   | 4740   | 2 octobre 2018        | -                     | Naomi Osaka        | RR (0V - 3D) |
| 4                      | 5                   | 4255   | 4 octobre 2018        | V (1)                 | Petra Kvitová      | RR (0V - 3D) |
| 5                      | 3                   | 5086   | 4 octobre 2018        | V (1)                 | Caroline Wozniacki | RR (1V - 2D) |
| 6                      | 6                   | 3943   | 14 octobre 2018       | -                     | Sloane Stephens    | F (4V - 1D)  |
| 7                      | 7                   | 3850   | 17 octobre 2018       | RR (1)                | Elina Svitolina    | V (5V - 0D)  |
| 8                      | 8                   | 3840   | 17 octobre 2018       | DF (1)                | Karolína Plíšková  | DF (2V - 2D) |
| 9                      | 9                   | 3710   | 18 octobre 2018       | -                     | Kiki Bertens       | DF (2V - 2D) |

| Classement WTA Race | Joueuse              | Résultat |
| ------------------- | -------------------- | -------- |
| 10                  | Daria Kasatkina      | -        |
| 11                  | Anastasija Sevastova | -        |

| Joueuse            | AK  | NO  | PK  | CW  | SS  | ES  | KP  | KB  | % victoires | Saison | Titres |
| ------------------ | --- | --- | --- | --- | --- | --- | --- | --- | ----------- | ------ | ------ |
| Angelique Kerber   |     | 1-0 | 1-1 | 0-2 | 0-1 | 0-2 | 1-1 | 0-1 | 27,3        | 45-17  | 2      |
| Naomi Osaka        | 0-1 |     | 0-0 | 0-0 | 0-0 | 0-2 | 1-1 | 0-0 | 20          | 42-17  | 2      |
| Petra Kvitová      | 1-1 | 0-0 |     | 1-0 | 0-0 | 1-0 | 1-0 | 1-2 | 62,5        | 47-17  | 5      |
| Caroline Wozniacki | 2-0 | 0-0 | 0-1 |     | 0-0 | 0-0 | 0-0 | 1-2 | 50          | 40-15  | 3      |
| Sloane Stephens    | 1-0 | 0-0 | 0-0 | 0-0 |     | 1-0 | 0-1 | 0-0 | 66,7        | 34-18  | 1      |
| Elina Svitolina    | 2-0 | 2-0 | 0-1 | 0-0 | 0-1 |     | 1-0 | 0-1 | 62,5        | 37-14  | 3      |
| Karolína Plíšková  | 1-1 | 1-1 | 0-1 | 0-0 | 1-0 | 0-1 |     | 1-2 | 40          | 44-20  | 2      |
| Kiki Bertens       | 1-0 | 0-0 | 2-1 | 2-1 | 0-0 | 1-0 | 2-1 |     | 72,7        | 44-20  | 3      |

### Groupe Rouge
- Angelique Kerber (no 1)
- Naomi Osaka (no 3)
- Sloane Stephens (no 5)
- Kiki Bertens (no 8)

#### Résultats
| Date            | Vainqueur        | Adversaire       | Score          | Durée      |
| --------------- | ---------------- | ---------------- | -------------- | ---------- |
| 22 octobre 2018 | Sloane Stephens  | Naomi Osaka      | 7-5, 4-6, 6-1  | 2 h 24 min |
| 22 octobre 2018 | Kiki Bertens     | Angelique Kerber | 1-6, 6-3, 6-4  | 2 h        |
| 24 octobre 2018 | Angelique Kerber | Naomi Osaka      | 6-4, 5-7, 6-4  | 2 h 31 min |
| 24 octobre 2018 | Sloane Stephens  | Kiki Bertens     | 7-64, 2-6, 6-3 | 2 h 20 min |
| 26 octobre 2018 | Kiki Bertens     | Naomi Osaka      | 6-3, ab.       | 47 min     |
| 26 octobre 2018 | Sloane Stephens  | Angelique Kerber | 6-3, 6-3       | 1 h 41 min |

#### Classement
| Rang poule | Classement WTA Race | Joueuse          | Match(s) G-P | Set(s) G-P | Jeux G-P    |
| ---------- | ------------------- | ---------------- | ------------ | ---------- | ----------- |
| 1          | 6                   | Sloane Stephens  | 3-0          | 6-2 (75%)  | 44-33 (57%) |
| 2          | 9                   | Kiki Bertens     | 2-1          | 4-3 (52%)  | 34-31 (52%) |
| 3          | 2                   | Angelique Kerber | 1-2          | 3-5 (38%)  | 36-40 (47%) |
| 4          | 4                   | Naomi Osaka      | 0-3          | 2-5 (29%)  | 30-40 (43%) |

### Groupe Blanc
- Caroline Wozniacki (no 2)
- Petra Kvitová (no 4)
- Elina Svitolina (no 6)
- Karolína Plíšková (no 7)

#### Résultats
| Date            | Vainqueur          | Adversaire         | Score         | Durée      |
| --------------- | ------------------ | ------------------ | ------------- | ---------- |
| 21 octobre 2018 | Elina Svitolina    | Petra Kvitová      | 6-3, 6-3      | 1 h 28 min |
| 21 octobre 2018 | Karolína Plíšková  | Caroline Wozniacki | 6-2, 6-4      | 1 h 32 min |
| 23 octobre 2018 | Caroline Wozniacki | Petra Kvitová      | 7-5, 3-6, 6-2 | 2 h 19 min |
| 23 octobre 2018 | Elina Svitolina    | Karolína Plíšková  | 6-3, 2-6, 6-3 | 1 h 54 min |
| 25 octobre 2018 | Karolína Plíšková  | Petra Kvitová      | 6-3, 6-4      | 1 h 16 min |
| 25 octobre 2018 | Elina Svitolina    | Caroline Wozniacki | 5-7, 7-5, 6-3 | 2 h 35 min |

#### Classement
| Rang poule | Classement WTA Race | Joueuse            | Match(s) G-P | Set(s) G-P | Jeux G-P    |
| ---------- | ------------------- | ------------------ | ------------ | ---------- | ----------- |
| 1          | 7                   | Elina Svitolina    | 3-0          | 6-2 (75%)  | 44-33 (57%) |
| 2          | 8                   | Karolína Plíšková  | 2-1          | 5-2 (71%)  | 36-27 (57%) |
| 3          | 3                   | Caroline Wozniacki | 1-2          | 3-5 (37%)  | 37-43 (46%) |
| 4          | 5                   | Petra Kvitová      | 0-3          | 1-6 (14%)  | 26-40 (39%) |

### Tableau final
|  |                   |                 |            |            |            |                 |                 |                 |            |            |        |        |
|  | 1/2 finale        | 1/2 finale      | 1/2 finale | 1/2 finale | 1/2 finale |                 |                 | Finale          | Finale     | Finale     | Finale | Finale |
|  | 27 octobre 2018   | 27 octobre 2018 | 1 h 55 min | 1 h 55 min | 1 h 55 min |                 |                 |                 |            |            |        |        |
|  | 27 octobre 2018   | 27 octobre 2018 | 1 h 55 min | 1 h 55 min | 1 h 55 min |                 |                 |                 |            |            |        |        |
|  | Sloane Stephens   | (6)             | 0          | 6          | 6          |                 |                 |                 |            |            |        |        |
|  | Sloane Stephens   | (6)             | 0          | 6          | 6          | 28 octobre 2018 | 28 octobre 2018 | 2 h 23 min      | 2 h 23 min | 2 h 23 min |        |        |
|  | Karolína Plíšková | (8)             | 6          | 4          | 1          | 28 octobre 2018 | 28 octobre 2018 | 2 h 23 min      | 2 h 23 min | 2 h 23 min |        |        |
|  | Karolína Plíšková | (8)             | 6          | 4          | 1          | Sloane Stephens | (6)             | 6               | 2          | 2          |        |        |
|  | 27 octobre 2018   | 27 octobre 2018 | 2 h 37 min | 2 h 37 min | 2 h 37 min | Sloane Stephens | (6)             | 6               | 2          | 2          |        |        |
|  | 27 octobre 2018   | 27 octobre 2018 | 2 h 37 min | 2 h 37 min | 2 h 37 min |                 |                 | Elina Svitolina | (7)        | 3          | 6      | 6      |
|  | Kiki Bertens      | (9)             | 5          | 7          | 4          |                 |                 | Elina Svitolina | (7)        | 3          | 6      | 6      |
|  | Kiki Bertens      | (9)             | 5          | 7          | 4          |                 |                 |                 |            |            |        |        |
|  | Elina Svitolina   | (7)             | 7          | 65         | 6          |                 |                 |                 |            |            |        |        |
|  | Elina Svitolina   | (7)             | 7          | 65         | 6          |                 |                 |                 |            |            |        |        |

### Classement final
| Résultat       | Classement WTA Race | Joueuse            | Match(s) G-P | Set(s) G-P | Jeux G-P | Points gagnés | Nouveau rang |
| -------------- | ------------------- | ------------------ | ------------ | ---------- | -------- | ------------- | ------------ |
| Vainqueur      | 7                   | Elina Svitolina    | 5-0          | 10-4       | 78-59    | 1500          | 4            |
| Finaliste      | 6                   | Sloane Stephens    | 4-1          | 9-5        | 66-59    | 1080          | 6            |
| Demi-finaliste | 8                   | Karolína Plíšková  | 2-2          | 6-4        | 47-39    | 625           | 8            |
| Demi-finaliste | 9                   | Kiki Bertens       | 2-2          | 5-5        | 50-51    | 625           | 9            |
| Poule          | 3                   | Caroline Wozniacki | 1-2          | 3-5        | 37-43    | 500           | 3            |
| Poule          | 2                   | Angelique Kerber   | 1-2          | 3-5        | 36-40    | 500           | 2            |
| Poule          | 4                   | Naomi Osaka        | 0-3          | 2-5        | 30-40    | 375           | 5            |
| Poule          | 5                   | Petra Kvitová      | 0-3          | 1-6        | 26-40    | 375           | 7            |

## Résultats en double

### Parcours
| Ordre de qualification | Classement WTA Race | Date de qualification | Meilleure performance | Équipe                                     | Points | Saison (titres) | Résultat      |
| ---------------------- | ------------------- | --------------------- | --------------------- | ------------------------------------------ | ------ | --------------- | ------------- |
| 1                      | 1                   | 10 août 2018          | -                     | Barbora Krejčíková Kateřina Siniaková      | 6815   | 35-12 (2)       | Finale        |
| 2                      | 2                   | 20 août 2018          | V (1) DF (1)          | Tímea Babos Kristina Mladenovic            | 6455   | 33-12 (2)       | Victoire      |
| 3                      | 3                   | 30 septembre 2018     | V (1) -               | Andrea Sestini Hlaváčková Barbora Strýcová | 4795   | 28-12 (2)       | 1/2 finale    |
| 4                      | 5                   | 30 septembre 2018     | -                     | Elise Mertens Demi Schuurs                 | 4025   | 33-11 (3)       | 1/4 de finale |
| 5                      | 4                   | 4 octobre 2018        | QF                    | Gabriela Dabrowski Xu Yifan                | 4180   | 31-15 (2)       | 1/4 de finale |
| 6                      | 7                   | 4 octobre 2018        | QF V (1)              | Andreja Klepač María José Martínez Sánchez | 3505   | 35-19 (1)       | 1/4 de finale |
| 7                      | 6                   | 4 octobre 2018        | - F (3)               | Nicole Melichar Květa Peschke              | 3705   | 35-20 (2)       | 1/4 de finale |
| 8                      | 8                   | 4 octobre 2018        | QF -                  | Ashleigh Barty Coco Vandeweghe             | 3237   | 13-5 (2)        | 1/2 finale    |

### Tableau final
|  |                                       |                                       |                 |               |                 |                 |            |                                       |                                       |            |                 |                 |            |            |            |        |        |        |        |  |  |
|  | 1/4 de finale                         | 1/4 de finale                         | 1/4 de finale   | 1/4 de finale | 1/4 de finale   |                 |            | 1/2 finale                            | 1/2 finale                            | 1/2 finale | 1/2 finale      | 1/2 finale      |            |            | Finale     | Finale | Finale | Finale | Finale |  |  |
|  | 25 octobre 2018                       | 25 octobre 2018                       | 1 h 15 min      | 1 h 15 min    | 1 h 15 min      |                 |            |                                       |                                       |            |                 |                 |            |            |            |        |        |        |        |  |  |
|  | 25 octobre 2018                       | 25 octobre 2018                       | 1 h 15 min      | 1 h 15 min    | 1 h 15 min      |                 |            |                                       |                                       |            |                 |                 |            |            |            |        |        |        |        |  |  |
|  | Barbora Krejčíková Kateřina Siniaková | (1)                                   | 6               | 6             |                 |                 |            |                                       |                                       |            |                 |                 |            |            |            |        |        |        |        |  |  |
|  | Barbora Krejčíková Kateřina Siniaková | (1)                                   | 6               | 6             | 27 octobre 2018 | 27 octobre 2018 | 1 h 12 min | 1 h 12 min                            | 1 h 12 min                            |            |                 |                 |            |            |            |        |        |        |        |  |  |
|  | Nicole Melichar Květa Peschke         |                                       | 1               | 4             | 27 octobre 2018 | 27 octobre 2018 | 1 h 12 min | 1 h 12 min                            | 1 h 12 min                            |            |                 |                 |            |            |            |        |        |        |        |  |  |
|  | Nicole Melichar Květa Peschke         | Barbora Krejčíková Kateřina Siniaková | 1               | 4             | (1)             | 6               | 6          |                                       |                                       |            |                 |                 |            |            |            |        |        |        |        |  |  |
|  | 25 octobre 2018                       | 25 octobre 2018                       | 1 h 13 min      | 1 h 13 min    | 1 h 13 min      | 6               | 6          |                                       |                                       |            |                 |                 |            |            |            |        |        |        |        |  |  |
|  | 25 octobre 2018                       | 25 octobre 2018                       | 1 h 13 min      | 1 h 13 min    | 1 h 13 min      |                 |            | Andrea S. Hlaváčková Barbora Strýcová | (3)                                   | 3          | 2               |                 |            |            |            |        |        |        |        |  |  |
|  | Andrea S. Hlaváčková Barbora Strýcová | (3)                                   | 6               | 6             |                 |                 |            | Andrea S. Hlaváčková Barbora Strýcová | (3)                                   | 3          | 2               |                 |            |            |            |        |        |        |        |  |  |
|  | Andrea S. Hlaváčková Barbora Strýcová | (3)                                   | 6               | 6             |                 |                 |            |                                       |                                       |            | 28 octobre 2018 | 28 octobre 2018 | 1 h 24 min | 1 h 24 min | 1 h 24 min |        |        |        |        |  |  |
|  | Andreja Klepač María José Martínez    |                                       | 1               | 2             |                 |                 |            |                                       |                                       |            | 28 octobre 2018 | 28 octobre 2018 | 1 h 24 min | 1 h 24 min | 1 h 24 min |        |        |        |        |  |  |
|  | Andreja Klepač María José Martínez    |                                       |                 |               |                 |                 |            |                                       | Barbora Krejčíková Kateřina Siniaková | (1)        | 4               | 5               |            |            |            |        |        |        |        |  |  |
|  | 26 octobre 2018                       |                                       |                 |               |                 |                 |            |                                       | Barbora Krejčíková Kateřina Siniaková | (1)        | 4               | 5               |            |            |            |        |        |        |        |  |  |
|  |                                       | Tímea Babos Kristina Mladenovic       | (2)             | 6             | 7               |                 |            |                                       |                                       |            |                 |                 |            |            |            |        |        |        |        |  |  |
|  | Ashleigh Barty Coco Vandeweghe        | Tímea Babos Kristina Mladenovic       | (2)             | 6             | 7               |                 | 6          | 6                                     |                                       |            |                 |                 |            |            |            |        |        |        |        |  |  |
|  | Ashleigh Barty Coco Vandeweghe        | 27 octobre 2018                       | 27 octobre 2018 | 1 h 35 min    | 1 h 35 min      | 1 h 35 min      | 6          | 6                                     |                                       |            |                 |                 |            |            |            |        |        |        |        |  |  |
|  | Elise Mertens Demi Schuurs            | 27 octobre 2018                       | 27 octobre 2018 | 1 h 35 min    | 1 h 35 min      | 1 h 35 min      | (4)        | 1                                     | 4                                     |            |                 |                 |            |            |            |        |        |        |        |  |  |
|  | Elise Mertens Demi Schuurs            | Ashleigh Barty Coco Vandeweghe        |                 | 7             | 3               | 8               | (4)        | 1                                     | 4                                     |            |                 |                 |            |            |            |        |        |        |        |  |  |
|  | 26 octobre 2018                       | 26 octobre 2018                       | 53 min          | 53 min        | 53 min          | 8               |            |                                       |                                       |            |                 |                 |            |            |            |        |        |        |        |  |  |
|  | 26 octobre 2018                       | 26 octobre 2018                       | 53 min          | 53 min        | 53 min          |                 |            | Tímea Babos Kristina Mladenovic       | (2)                                   | 65         | 6               | 10              |            |            |            |        |        |        |        |  |  |
|  | Gabriela Dabrowski Xu Yifan           |                                       | 0               | 2             |                 |                 |            | Tímea Babos Kristina Mladenovic       | (2)                                   | 65         | 6               | 10              |            |            |            |        |        |        |        |  |  |
|  | Gabriela Dabrowski Xu Yifan           |                                       | 0               | 2             |                 |                 |            |                                       |                                       |            |                 |                 |            |            |            |        |        |        |        |  |  |
|  | Tímea Babos Kristina Mladenovic       | (2)                                   | 6               | 6             |                 |                 |            |                                       |                                       |            |                 |                 |            |            |            |        |        |        |        |  |  |
|  | Tímea Babos Kristina Mladenovic       | (2)                                   | 6               | 6             |                 |                 |            |                                       |                                       |            |                 |                 |            |            |            |        |        |        |        |  |  |